# 26475 Krisztisugar
26475 Krisztisugar è un asteroide della fascia principale. Scoperto nel 2000, presenta un'orbita caratterizzata da un semiasse maggiore pari a 2,3599503 UA e da un'eccentricità di 0,0947716, inclinata di 6,77130° rispetto all'eclittica.